# Nikolai Marincheshki
Nikolai Marincheshki (en búlgaro: Николай Маринчевски; 18 de septiembre de 1957-9 de agosto de 2023) fue un deportista búlgaro que compitió en esgrima, especialista en la modalidad de sable. Ganó una medalla de bronce en el Campeonato Mundial de Esgrima de 1986, en la prueba por equipos.

## Palmarés internacional
| Campeonato Mundial | Campeonato Mundial | Campeonato Mundial | Campeonato Mundial |
| Año                | Lugar              | Medalla            | Prueba             |
| ------------------ | ------------------ | ------------------ | ------------------ |
| 1986               | Sofía (Bulgaria)   | Medalla de bronce  | Sable por equipos  |